# سرآب (بغلان)
سرآب (به لاتین: Sarab) یک منطقهٔ مسکونی در افغانستان است که در ولایت بغلان واقع شده‌است.